# Довгер, Валентина Константиновна
Валентина Константиновна До́вгер (по мужу — Рыба́к; 1924—1990) — советская разведчица в годы Великой Отечественной войны.

## Биография
Родилась 6 января 1924 года в селе Виры под Ровно (ныне Украина) в семье Константина Ефимовича Довгера и Евдокии Андреевны, урожд. Балашовой. Училась в Сарненской гимназии (Ровенская область), где преподавание велось на польском языке.
Во время немецкой оккупации Западной Украины отец, Константин Ефимович Довгер (по национальности белорус), работавший старшим лесничим Клесовского лесничества Ровенской области, стал разведчиком партизанского отряда Д. Н. Медведева «Победители». В марте 1943 года он был захвачен украинскими националистами и зверски ими замучен). С 1943 года Валентина Довгер добровольцем вступила в отряд «Победители» и была направлена в Ровно на связь с Н. И. Кузнецовым (вместе с ним готовила акты возмездия против высших военных чинов). В январе 1944 года должна была поехать в Восточную Пруссию, но была арестована гестапо, подвергнута пыткам и вывезена в Германию в один из концлагерей под Мюнхеном. В 1945 году бежала из лагеря во время бомбёжки. После Победы работала переводчиком в советской оккупационной зоне. Здесь же познакомилась с военным юристом Саввой Моисеевичем Рыбаком (1918—1998), за которого в 1946 году вышла замуж. С 1950 года после назначения мужа жила в Воронеже. Много внимания уделяла военно-патриотическому воспитанию молодежи.
Сын — Константин Саввич Рыбак (1948—2022), окончил физический факультет Воронежского университета (1972), кандидат физико-математических наук, работал на кафедре ядерной физики физического факультета ВГУ в должности доцента.
Младшая сестра Валентины Константиновны — Олимпиада (Лилия) Константиновна Довгер (в замуж. Хоружая) — вместе с сестрой прошли застенки гестапо. После Великой Отечественной войны также жила в Воронеже.
Умерла в Воронеже 28 мая 1990 года. Похоронена на Коминтерновском кладбище.

## Награды
- орден Ленина
- орден Отечественной войны I степени
- медали
- мемориальная доска, посвященная Валентине Довгер, установлена в Воронеже в декабре 2006 года, на доме по улице Кирова, 24.